# Lust am Leben – Mit 103 in Amerika
Lust am Leben – Mit 103 in Amerika ist ein deutscher Dokumentarfilm von Michael Marton aus dem Jahr 2008.
Der Film greift das Leben von Eva Ostwalt, einer Überlebenden des Holocaust, auf. In der Fernseh-Reportage wurde die 99-jährige Eva Ostwalt, die in einem Vorort von Washington selbständig lebt, im Alltag über mehrere Jahre hinweg gefilmt. Dabei erzählt Ostwalt über die Vergangenheit und über die Erfahrungen ihres Lebens.
Über das Leben Ostwalts erfährt man, dass sie als älteste von drei Töchtern in eine jüdische Kaufmannsfamilie in Köln geboren wurde. Während des Zweiten Weltkriegs musste sie zweieinhalb Jahre lang Zwangsarbeit für Siemens in einem Nebenlager des KZ Ravensbrück leisten. Siemens entschädigte Ostwalt nach über 50 Jahren für das erlittene Unrecht.
Sie verlor ihre Mutter im Vernichtungslager Auschwitz und ihre Tochter bei dem Bombenangriff auf Dresden, überlebte aber selbst mit knapper Not das KZ Ravensbrück. Sie überlebte den Todesmarsch aus Ravensbrück. 1947 heiratete sie in zweiter Ehe ihren Freund aus Jugendzeiten, Heinz Ostwalt, und wanderte mit ihrem Mann in die USA aus.
Die 45-minütige Filmreportage zeigt, dass die Shoah Eva Ostwalts Leben bis ins hohe Alter geprägt hat. Ihre Biografie „spiegelt die deutsche Geschichte des 20. Jahrhunderts wider“, so Marten. Auch mehr als 60 Jahre nach den Erlebnissen in Deutschland scheute sie die Öffentlichkeit. Ihre Nachbarn in den USA sollten nichts von ihrer jüdischen Herkunft wissen.
Zudem ist der 60- bis 90-minütige Film To Live – what else! geplant. Hierin wird die Geschichte von Eva Ostwalt erneut aufgegriffen. Dieser Film soll in englischer Sprache ausgestrahlt werden.